# Träningsskola
Träningsskola var en inriktning inom den dåvarande svenska skolformen grundsärskolan, numera ersatt av ämnesområden inom anpassad grundskola. 

## Historia
När grundsärskolan bytte namn 2 juli 2023 till anpassad grundskola upphörde träningsskolan som separat inriktning. Syftet med att ta bort termen "träningsskola" var att betona att utbildningen för elever med intellektuell funktionsnedsättning är en integrerad del av den anpassade grundskolan, snarare än en separat inriktning. Efter avskaffandet av träningsskolan delas undervisningen i den anpassade grundskolan in i ämnen, ämnesområden eller en kombination av båda, beroende på varje elevs individuella förutsättningar och behov.

## Målgrupp
Träningsskolan riktade sig till de elever med intellektuell funktionsnedsättning som inte klarade ämnesmålen i grundsärskolans läroplan. Skolans målgrupp var främst elever med medel eller svår intellektuell funktionsnedsättning, eller en förvärvad hjärnskada av motsvarande grad. 

## Träningsskolans läroplan
Träningsskolan hade en annorlunda kursplan jämfört med resten av grundsärskolan och var betydligt mindre fokuserad på teoretiska ämnen; istället var ämnesområdena i kursplanen kommunikation, estetisk verksamhet, motorik, vardagsaktiviteter och verklighetsuppfattning.
Träningsskolan följde Läroplan för grundsärskolan 2011. 